# Bataille de Middleburg
 (janvier 2016).
Le contenu est difficilement compréhensible vu les erreurs de traduction, qui sont peut-être dues à l'utilisation d'un logiciel de traduction automatique.
Guerre de Sécession
Batailles
Campagne de Pennsylvanie
- Franklin's Crossing
- Brandy Station
- 2e Winchester
- Aldie
- Middleburg
- Upperville
- 2e Fairfax Court House
- Corbit's Charge (en)
- Hanover
- Sporting Hill
- Carlisle
- Gettysburg
- Retraite de Gettysburg
- Fairfield
- Monterey
- Williamsport
- Boonsboro
- Funkstown
- Manassas Gap

La bataille de Middleburg s'est déroulée entre le 17 et le 19 juin 1863, dans le comté de Loudoun en Virginie, lors de la campagne de Gettysburg de la guerre de Sécession.
Le major général confédéré J.E.B. Stuart, avançant dans le sillage d'invasion de Robert E. Lee, affronta la cavalerie de l'Union du major général Alfred Pleasonton. Le 17 juin 1863, le 1st Rhode Island Cavalry Regiment du colonel Alfred N. Duffié, isolé, fut attaqué par les brigades de Thomas T. Munford (en) et de Beverly H Robertson. Le 1st Rhode Island est mis en déroute et subit de lourdes pertes : deux cent cinquante hommes sont tués. Le 19 juin 1863, la brigade de J. Irvin Gregg (en) progresse et repousse la cavalerie de Stuart à 1,6 kilomètre au-delà de la ville. Les deux camps reçoivent des forces d'appui, et les escarmouches à cheval autant qu'à pied se succèdent sans relâche. Stuart est progressivement délogé de sa position, mais il se retire vers une deuxième crête, qui couvre encore les approches de Blue Ridge Gap.

## Escarmouche du 17 juin 1863
Stuart établit ses quartiers généraux à Middleburg et disperse ses brigades dans la vallée de Loudoun (en) pour observer l'activité de l'ennemi. Tôt dans la matinée, le colonel Duffié (officier né en France) emmène les deux cent quatre-vingts hommes du 1st Rhode Island Cavalry (en) vers l'ouest à partir du campement de l'armée du Potomac près de Centreville. Pleasonton lui a ordonné d'installer un campement à Middleburg le soir même, puis d'aller vers Noland's Ferry le lendemain, prolongeant sa marche vers l'ouest au plus proche de Snickersville (en). Duffié traverse donc les montagnes de Bull Run (en) jusqu'à Thoroughfare Gap (en) à neuf heures trente du matin – en repoussant difficilement les piquets de la brigade de John R. Chambliss (en). Les commandants confédérés ne s'imaginent pas qu'un petit régiment de l'Union puisse s'aventurer aussi loin en profondeur dans le territoire ennemi sans une escorte, aussi Chambliss n'attaque- t-il pas agressivement, par crainte que la colonne ne soit qu'une partie des éléments avancés par une force ennemie bien plus grande. Duffié poursuit donc sa marche isolée, obliquant vers le nord vers onze heures du matin et se dirigeant vers Middleburg comme on le lui a ordonné.
Arrivant vers seize heures, Duffié repousse les quelques piquets confédérés déployés et perturbe la soirée de Stuart organisée par des dames locales. Stuart et son état-major se retirent rapidement vers Rector's Crossroads, le lieu où se trouve sa brigade la plus proche. Il ordonne à Beverly H Robertson de se déplacer immédiatement vers Middleburg pour écraser la cavalerie de l'Union. Duffié met en place des barricades dans les rues de Middleburg, fait mettre pied à terre à la moitié de son régiment derrière des murs de pierre, et envoie chercher de l'aide auprès de la brigade de Judson Kilpatrick près d'Aldie. À dix-neuf heures, l'attaque de Stuart met en déroute les hommes du Rhode Island en très large infériorité numérique. Beaucoup d'hommes de Duffié sont capturés le lendemain matin alors que Chambliss leur coupe la voie de retraite. Le colonel parisien ne retourne finalement à Centreville qu'avec quatre officiers et vingt-sept hommes. Quelques retardataires rejoignirent finalement les restes rompus du régiment. Duffié ne servira plus jamais l'armée du Potomac, mais il commandera des cavaliers dans d'autres armées de l'Union. Les pertes de l'Union du 17 juillet 1863 sont répertoriées à deux cent cinquante hommes.

## Combats du 19 juin 1863
Après la bataille d'Aldie, Stuart reste sur la défensive, espérant ruiner toutes les tentatives fédérales de forcer les passes des montagnes de Blue Ridge. Pleasonton envoie provisoirement des éclaireurs à Ashby's Gap (en) et Snicker's Gap. Le 18 juin 1863, David McM. Gregg percute les piquets confédérés autour de Middleburg, et Stuart se retire rapidement sur une crête dominant l'ouest de la ville. Craignant un piège, Pleasonton, précautionneux, ordonne à Gregg de se retirer vers Aldie.
Le lendemain, Gregg revient sur Middleburg, envoyant la brigade de son cousin, le colonel J. Irvin Gregg (en), à la poursuite des rebelles, alors que la division de John Buford fait un virage au nord vers Pot House (New Lisbon). Après une marche de débordement, Buford occupe finalement le terrain autour de Pot House, repoussant deux régiments de la brigade de William « Grumble » Jones (en) au cours d'une petite escarmouche.
Après un âpre combat pour supprimer les piquets venus en renfort de Middleburg, le colonel Gregg est tellement impressionné par la position confédérée sur les hauteurs derrière la ville qu'il demande du soutien avant l'assaut. Kilpatrick envoie deux régiments pour aider à étendre la ligne fédérale, et Gregg avance lentement. La température grimpe jusqu'à trente-sept degrés Celsius (98°F) au cours de l'après-midi, minant les hommes et leurs montures. Une série de charges de l'Union oblige finalement l'artillerie montée de Stuart à se retirer, puis sa cavalerie. Plusieurs contre-attaques confédérées échouent à regagner le contrôle de la crête.
Tard dans la journée, Buford envoie la brigade de réserve de l'Union vers Pot House, et les 2nd et 6th U.S. Cavalry prendre une colline par la force au sud du petit village de Millville, alors que la nuit tombe. Stuart est contraint d'abandonner sa position, reculant le long de la route vers des murs de pierre au-delà d'un ravin, le long d'un ruisseau appelé Kirk's Branch. Toujours précautionneux, Pleasonton choisit alors de ne pas donner de suite à ce succès et ordonne à ses hommes de se reposer et de placer des piquets.
Les pertes de l'Union des combats du 19 juin 1863 sont dénombrées à seize morts, quarante-six blessés et trente-sept disparus. Stuart perd sans doute quarante hommes, dont son chef d'état-major et ami, le cavalier prussien Heros von Borcke, sévèrement blessé au cou. Bien que von Borcke ait survécu et ait repris du service au printemps suivant, la balle resta dans son corps, et la blessure persistante entraîna sa mort, quelque temps plus tard, par septicémie (1895).